# انقلاب أكتوبر 2021 في السودان
انقلاب أكتوبر 2021 في السودان هو انقلاب عسكري حدث في 25 أكتوبر 2021، حين قام الجيش السوداني بانقلاب ضد الحكومة المدنية واعتُقل ما لا يقل عن خمسة من كبار الشخصيات في الحكومة السودانية، بمن فيهم رئيس الوزراء المدني عبد الله حمدوك. كما أُبلغ عن انقطاع الإنترنت على نطاق واسع.
أعلن عبد الفتاح البرهان في وقت لاحق من نفس اليوم حل مجلس السيادة، وفرض حالة الطوارئ، وإعفاء معظم وزراء حكومة حمدوك وكذلك إعفاء حكام الولايات، وجرى اعتقال عدد كبير من المؤيدين للحكومة. ودعت مجموعات مدنية رئيسة مثل تجمع المهنيين السودانيين وقوى الحرية والتغيير إلى العصيان المدني ورفض التعاون مع منظمي الانقلاب. ولقي ما لا يقل عن سبعة مدنيين مصرعهم وأصيب أكثر من 140 في احتجاجات اليوم الأول. أعلنت وزارتي الخارجية، والإعلام السوداني ومكتب رئيس الوزراء رفض الاعتراف بنقل السلطة، وأشاروا إلى أن الانقلاب جريمة وأن حمدوك لا زال رئيسًا للوزراء.
علّق الاتحاد الأفريقي عضوية السودان في 26 أكتوبر، بانتظار عودة حكومة حمدوك إلى السلطة. وفي 27 أكتوبر، صرح الاتحاد الأوروبي والولايات المتحدة وقوى غربية أخرى أنهم ما زالوا يعترفون بمجلس الوزراء برئاسة حمدوك على أنهم «القادة الشرعيون للحكومة الانتقالية» وأصروا على السماح لسفرائهم بالتواصل مع حمدوك. في مواجهة المقاومة الداخلية والدولية، أعلن البرهان عن استعداده لاستعادة حكومة حمدوك في 28 أكتوبر/ تشرين الأول، على الرغم من رفض رئيس الوزراء المخلوع هذا العرض الأولي، مما يجعل أي حوار إضافي مشروطًا بالاستعادة الكاملة لنظام ما قبل الانقلاب. في 31 أكتوبر، ناقش فولكر بيرثيس، الممثل الخاص للأمم المتحدة في السودان «خيارات الوساطة والسبيل المحتمل لمضي السودان قدما» مع رئيس الوزراء المعزول عبد الله حمدوك.

## خلفية

### 2019 انقلاب والانتقال إلى الديمقراطية
أطاح الجيش بالرئيس عمر البشير، الذي حكم البلاد منذ انقلاب عام 1989، في عام 2019 بعد أسابيع من الاحتجاجات الجماهيرية. مثل المتظاهرين قوى الحرية والتغيير (FCC) التي وافقت على اتفاق لتقاسم السلطة مع الجيش، وإنشاء مجلس السيادة.

### محاولة انقلاب سبتمبر
في سبتمبر 2021، أحبطت الحكومة محاولة انقلاب عسكرية. وبحسب وزير الإعلام، فإن الجناة هم من «فلول النظام السابق» الذين حاولوا السيطرة على مباني تلفزيون الدولة والقيادة المركزية العسكرية. جرى اعتقال 40 ضابطا بعد الحادث. منذ ذلك الحين، تصاعدت التوترات بين القادة العسكريين والمدنيين حيث بدأ القادة العسكريون في المطالبة بتغييرات لتحالف لجنة الاتصالات الفيدرالية ودعوا إلى استبدال مجلس الوزراء.

### احتجاجات أكتوبر 2021
في 16 أكتوبر، خرج متظاهرون إلى الشوارع مطالبين بانقلاب عسكري. وطالبوا اللواء عبد الفتاح البرهان رئيس مجلس السيادة بفرض السيطرة على البلاد.
في 21 أكتوبر، نظم متظاهرون مؤيدون للجيش اعتصامًا أمام القصر الرئاسي، بينما نزل متظاهرون آخرون إلى الشوارع دعمًا للحكومة الانتقالية.
في 24 أكتوبر، قطع المتظاهرون المؤيدون للجيش الطرق والجسور الرئيسية في الخرطوم. استخدمت قوات الأمن الغاز المسيل للدموع لتفريق الحشود.

## الانقلاب
في فجر يوم 25 أكتوبر 2021، اعتقل الجيش السوداني ما لا يقل عن خمسة من كبار الشخصيات الحكومية السودانية. وجرى قطع الإنترنت على نطاق واسع في جميع أنحاء السودان.
وبحسب شاهد من رويترز، فقد تمركز أفراد من قوات الدعم السريع في شوارع الخرطوم وقت الانقلاب.
في وقت لاحق من ذلك اليوم، ظهر الفريق عبد الفتاح البرهان في التلفزيون ليُعلن حالة الطوارئ وحل الحكومة ومجلس السيادة. وقال إن حكومة تكنوقراط جديدة ستقود البلاد حتى الانتخابات القادمة التي حدد موعدها لتكون في يوليو 2023.

### اعتقالات
وبحسب قناة الجزيرة، وضعت القوات العسكرية رئيس الوزراء المدني عبد الله حمدوك قيد الإقامة الجبرية بعد محاصرة منزله. تم الضغط على حمدوك للإدلاء بتصريح يدعم الانقلاب، ولكنه رفض، ودعا السودانيين لمقاومة الانقلاب و«الدفاع عن ثورتهم». وقد نُقل حمدوك إلى مكان مجهول. كما اعتقل وزير الصناعة إبراهيم الشيخ ومحافظ الخرطوم وأيمن خالد ووزير الإعلام حمزة بلول. كما تم إلقاء القبض على عضو مجلس السيادة الحاكم محمد الفكي سليمان، وفيصل محمد صالح المستشار الإعلامي لرئيس الوزراء.
وزعمت تقارير لاحقة أنه تم إحضارهم إلى «مكان مجهول». وتفيد تقارير الشهود أن الجيش انتشر في أنحاء العاصمة، مما أدى إلى تقييد حركة المدنيين. تم تعليق الرحلات الجوية الدولية بعد إغلاق مطار الخرطوم.

### انقطاع الإنترنت
بعد الانقلاب مباشرة، تم الإبلاغ عن انقطاع كبير للإنترنت في السودان من قبل مجموعات المراقبة الدولية بما في ذلك نت بلوكس. وأكدت وزارة الإعلام السودانية حالات الانقطاع في وقت لاحق.

### وسائل الإعلام
ظل التلفزيون الحكومي المملوك للحكومة يعمل دون انقطاع ولكنه قام ببث مجموعة من الأغاني الوطنية.

## ردود الفعل

### ردود الفعل الداخلية

#### تصريحات
صرحت وزيرة الخارجية مريم الصادق المهدي أن "أي انقلاب في البلاد مرفوض" وأن السودانيين "سيقاومون بكل الوسائل المدنية". ووصفت اعتقال حمدوك بأنه "خطير للغاية وغير مقبول". وفي 26 أكتوبر، أيدت وزارة الخارجية بيان المهدي السابق، وتحدثت المهدي مباشرة إلى "أسوشيتد برس"، قائلةً: "ما زلنا في مواقفنا. نحن نرفض مثل هذا الانقلاب وهذه الإجراءات غير الدستورية.
في 25 أكتوبر، أعلنت وزارة الإعلام أن حمدوك «لا يزال يمثل السلطة الانتقالية الشرعية في البلاد» ودعت إلى «الإفراج الفوري عن رئيس الوزراء وجميع المسؤولين المحتجزين». كما ذكرت الوزارة أن «جميع الإجراءات والقرارات الانفرادية التي يتخذها العنصر العسكري تفتقر إلى أي أساس دستوري وتنتهك القانون وتعتبر جريمة».
في 26 أكتوبر، دعا مكتب رئيس الوزراء إلى الإفراج عن حمدوك من الإقامة الجبرية، وذكر أنه لا يزال «السلطة التنفيذية المعترف بها من قِبل الشعب السوداني والعالم»، ودعا إلى العصيان المدني، والإفراج عن أعضاء الحكومة الآخرين.
أعرب سفراء السودان في فرنسا وبلجيكا وسويسرا عن معارضتهم للانقلاب وتحالفهم مع المتظاهرين المدنيين. وقالوا: «إننا نصطف أنفسنا تمامًا مع المعارضة البطولية [للانقلاب] التي يتابعها العالم بأسره» وأن سفاراتهم مثلت «الشعب السوداني وثورته».

#### مظاهرات

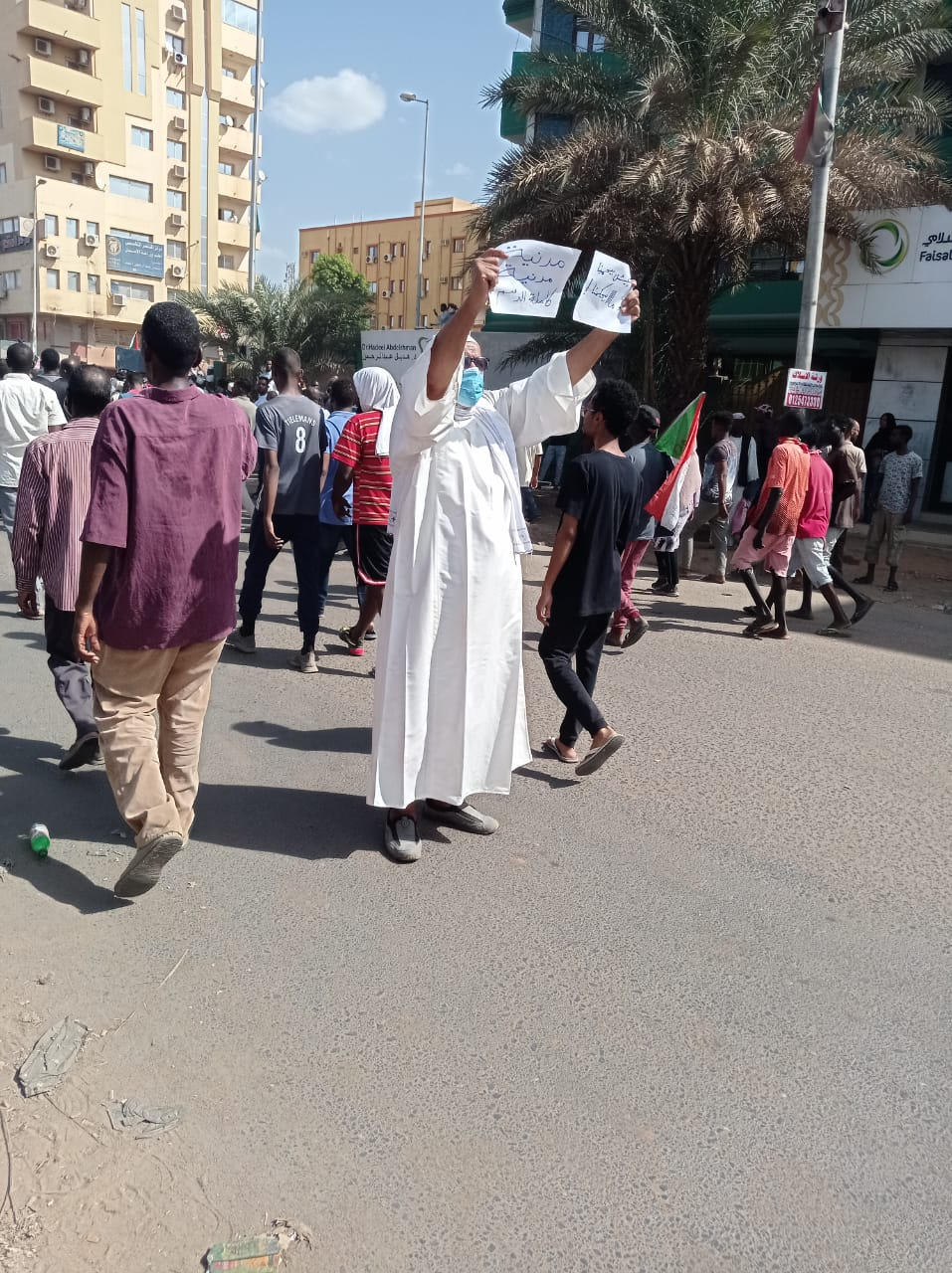
متظاهر يرفع لافتة دعماً للحكومة المدنية ضد الانقلاب العسكري

انتقد تجمع المهنيين السودانيين المؤيد للديمقراطية الحدث ووصفه بأنه انقلاب. وندد حزب الأمة القومي الحاكم في البلاد بالاعتقالات ودعا المواطنين إلى الاحتجاج في الشوارع. دعا الحزب الشيوعي السوداني إلى إضراب العمال والعصيان المدني الجماعي. بعد الاعتقالات، بدأ المتظاهرون بالتجمع في شوارع الخرطوم، وأشعلوا إطارات السيارات، ووضعوا الحواجز على الطرق.
وتضمنت هتافات المتظاهرين «الشعب أقوى»، «التراجع [للحكم العسكري] مستحيل»، «ثوار..أحرار..سنكمل المشوار». وجرى إغلاق معظم المدارس والبنوك والشركات. وبحسب وزارة الإعلام، فقد استخدم الجيش الذخيرة الحية لتفريق المتظاهرين في احتجاجات 25 أكتوبر. حاولت القوات العسكرية إزالة حواجز المتظاهرين وهاجمت المدنيين. قُتل سبعة مدنيين وأصيب أكثر من 140 خلال احتجاجات اليوم الأول. وقامت قوات الأمن باعتقالات واسعة لمنظمي الاحتجاجات من منازلهم.
نُشرت خطط لتنظيم الاحتجاجات المستمرة تسمى «جدول التصعيد الثوري» من قِبل «الغرفة المشتركة لمسيرات الملايين من أجل الحكم المدني والانتقال الديمقراطي». تضمنت الخطط وقفات احتجاجية على الطرق السريعة وأمام المباني الحكومية والسفارات، ومسيرات ليلية تبدأ في 29 أكتوبر، واحتجاجات حاشدة في 30 أكتوبر في جميع أنحاء السودان، للمطالبة بنقل كامل للسلطة إلى المدنيين.
استمرت الاحتجاجات في 26 أكتوبر، حيث ردد المتظاهرون الهتافات وقاموا بقطع الطرق وحرق الإطارات. جرت احتجاجات خارج العاصمة في أم درمان، عطبرة، دنقلا، الأبيض، بورتسودان، الجزيرة وولاية البحر الأحمر.

### ردود الفعل العربية والإسلامية
- السعودية دعت السودان، إلى الحفاظ على المكتسبات وضبط النفس والتهدئة وعدم التصعيد. وقالت وزارة الخارجية، في بيان، إن «السعودية تتابع بقلق واهتمام بالغ الأحداث الجارية في جمهورية السودان الشقيقة، وتدعو إلى أهمية ضبط النفس والتهدئة وعدم التصعيد، والحفاظ على كل ما تحقق من مكتسبات سياسية واقتصادية، وكل ما يهدف إلى حماية وحدة الصف بين جميع المكونات السياسية في السودان». وأكدت الخارجية السعودية على «استمرار وقوف المملكة إلى جانب الشعب السوداني الشقيق، ودعمها لكل ما يحقق الأمن والاستقرار والنماء والازدهار للسودان وشعبه».[36]

### ردود الفعل الدولية
قال جيفري دي فيلتمان، المبعوث الأمريكي الخاص للقرن الأفريقي، إن الولايات المتحدة «قلقة للغاية» من التقارير الأولية عن انقلاب عسكري. فيما أعلن الممثل الأعلى للاتحاد الأوروبي للشؤون الخارجية والأمنية، جوزيب بوريل، عن متابعة الاتحاد للأحداث الجارية في السودان بـ«قلق بالغ»، وأضاف: «يدعو الاتحاد الأوروبي جميع أصحاب المصلحة والشركاء الإقليميين لإعادة عملية الانتقال إلى مسارها الصحيح». كما أعرب المبعوث البريطاني الخاص للسودان، روبرت فيرويذر، عن «قلقه العميق» إزاء التقارير التي تتحدث عن اعتقال العسكريين لأعضاء الحكومة السودانية المدنيين، لافتا إلى أن «أي خطوة من هذا القبيل ستمثل خيانة للثورة وللانتقال وللشعب السوداني». وقال فولكر بيرتس، الممثل الخاص للأمين العام للأمم المتحدة في السودان، إن «المنظمة الدولية تشعر بقلق عميق إزاء التقارير التي تتحدث عن انقلاب في السودان، ومحاولات تقويض عملية الانتقال السياسي».
أدانت حكومتا فرنسا وألمانيا الانقلاب، وحثت الصين وإثيوبيا على الحوار بين الفصائل السودانية.
في 27 أكتوبر، أعلن ممثلو الاتحاد الأوروبي والنرويج وسويسرا والولايات المتحدة والمملكة المتحدة أن بلدانهم «تواصل الاعتراف برئيس الوزراء [حمدوك] وحكومته كزعماء دستوريين للحكومة الانتقالية». وذكروا أنه يجب السماح للسفراء في الخرطوم بالتواصل مع حمدوك وزيارته ودعوا إلى إطلاق سراح المعتقلين السياسيين.

### ردود فعل المنظمات
أعرب الأمين العام لجامعة الدول العربية أحمد أبو الغيط عن بالغ القلق إزاء تطورات الأوضاع في السودان وطالب جميع الأطراف السودانية بالتقيد بالوثيقة الدستورية التي تم توقيعها في 2019. وأكدت منظمة التعاون الإسلامي أنها "الأمانة العامة للمنظمة تتابع بانشغال تطورات الوضع في السودان، وتدعو جميع الأطراف السودانية إلى الالتزام بالوثيقة الدستورية وبما تم الاتفاق عليه بشأن الفترة الانتقالية. كما شدد الأمين العام للمنظمة، يوسف بن أحمد العثيمين، على أن "الحوار هو السبيل لتجاوز الخلافات تغليبا للمصلحة العليا للشعب السوداني، ولتحقيق تطلعاته في الأمن والاستقرار والتنمية الازدهار".
وفي 26 أكتوبر، قام الاتحاد الأفريقي بتعليق عضوية السودان لحين عودة حكومة حمدوك المدنية إلى السلطة. كما علق البنك الدولي مساعدته للسودان بعد الانقلاب العسكري.

## التحليلات
في تحليل لمجلة أوراسيا ريفيو، كتب جيمس إم. دورسي أن ولي عهد أبوظبي محمد بن زايد ونائب رئيس الوزراء الإماراتي منصور بن زايد آل نهيان قد قدما دعمهما للحزب المعارضة والجماعات المتمردة من أجل الاستيلاء على السلطة بعد الإطاحة بجماعة بشير. يُزعم أن رئيس المخابرات السوداني السابق في أبو ظبي الجنرال عبد الغفار الشريف ساعد الشيخ منصور في الخلفيّة. في خلال ذلك، تعهدت الإمارات والسعودية بتقديم مساعدات بقيمة ثلاثة مليارات دولار بعد إقالة البشير. وفي المقابل، نشر القادة العسكريون السودانيون وقوات الدعم السريع أفرادهم العسكريين إلى جانب قوّات دولتين عربيتين في ليبيا واليمن. كتب دورسي بأن الإمارات غيّرت مصالحها بينما أهملت التأثير المحتمل على الاستقرار السياسي والاقتصادي في السودان. كما اتهم وزير المالية السوداني الأسبق إبراهيم البدوي، بأن عائدات الدولة من صادرات اللحوم إلى السعودية تذهب في جيوب الجيش، وأن شركة مقرّها سويسرا تقوم بتحصيل دخل هيئات الطيران المدني وتحويلها إلى حساب مصرفي إماراتي. وكذالك بذلت الإمارات جهوداً من أجل اعتراف السودان بإسرائيل بعد توقيع الإمارات اتفاق إبراهيم. وبحسب ما ورد نظمت الإمارات لقاءً سرياً بين رئيس الوزراء الإسرائيلي بنيامين نتنياهو واللواء السوداني البرهان. لكن لم يشارك في الاجتماع رئيس الوزراء عبد الله حمدوك.